# Wapen van Rottum (Friesland)

Wapen van Rottum

Het wapen van Rottum is het dorpswapen van het Nederlandse dorp Rottum, in de Friese gemeente De Friese Meren. Het wapen werd in 1992 geregistreerd.

## Beschrijving
De blazoenering van het wapen luidt als volgt:
Gekeperd doorsneden door middel van een schans van keel: I in goud in de rechterbovenhoek een verkort kruis en in de linkerbovenhoek een ruit, beide van sabel; II in zilver een zevenpuntige ster van sinopel.
De heraldische kleuren zijn: keel (rood), goud (goud), sabel (zwart), zilver (zilver) en sinopel (groen).

## Symboliek
- Gouden veld: verwijst naar de zandgrond waar het dorp op gelegen is.[3]
- Verkort kruis: symbool voor een uithof van de Duitse Orde. De kleur zwart is afkomstig van het wapen van de De Groote Sint Johannesgasterveenpolder.[3]
- Ruit: staat voor de rechtspraak die in het dorp gehouden werd. De kleur zwart is afkomstig van het wapen van de De Groote Sint Johannesgasterveenpolder.[3]
- Dwinger: in 1583 werd ten zuiden van het dorp een schans aangelegd. Deze werd echter zonder veel moeite ingenomen door Francisco Verdugo daar de grachten bevroren waren.[4] De kleur rood is afkomstig van het wapen van de De Groote Sint Johannesgasterveenpolder. Toevalligerwijs lijkt deze dwinger ook op de klokkenstoel van Rottum.[3]
- Zevenpuntige ster: verwijzing naar de ligging van het dorp in de landstreek Zevenwouden. Het groen en het zilver zijn ontleend aan de kleuren van het wapen van Zevenwouden.[3]

Wapen van het voormalige waterschap De Groote Sint Johannesgasterveenpolder.
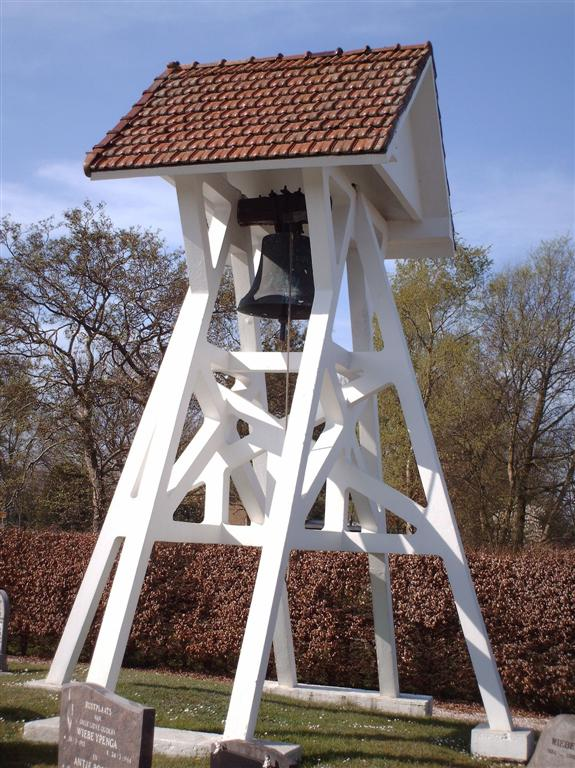
De klokkenstoel van Rottum.

## Zie ook

Vlag van Rottum